# Bryobia monticola
Bryobia monticola är en spindeldjursart som beskrevs av Wang 1985. Bryobia monticola ingår i släktet Bryobia och familjen Tetranychidae. Inga underarter finns listade.